# Acetabulum (Volumenmaß)
Acetabulum war ein antikes römisches Volumenmaß, welches auch noch in der frühen Neuzeit Verwendung fand.
- 1 Urna = 4 Congius = 192 Acetabulum ≈ 13,013 Liter
- 1 Congius (Kanne) = 48 Acetabulum ≈ 3,253 Liter
- 1 Acetabulum = 6 Ligula (Löffelvoll) ≈ 67,779 cm³ ≈ 0,067 Liter